# Biesland
Biesland est une ancienne commune néerlandaise de la Hollande-Septentrionale.
Ancienne seigneurie et polder, située au nord-est de Delft, Biesland est érigé en commune indépendante dès la fin du XVIIIe siècle. Après un premier rattachement à Pijnacker le 1er janvier 1812, Biesland redevient indépendant le 1er avril 1817. Toutefois, la commune est trop petite (en 1840, seulement 4 maisons et 20 habitants) pour rester indépendante ; dès 1833, elle est rattachée à Vrijenban.
De nos jours, une partie du polder de Biesland est occupée par la commune de La Haye, qui l'a intégré dans la ville nouvelle d'Ypenburg.